# Шароцин
Шароцин (пол. Szarocin, нім. Pfaffendorf) — село в Польщі, у гміні Каменна Ґура Каменноґурського повіту Нижньосілезького воєводства.
Населення — 666 осіб (2011).
У 1975-1998 роках село належало до Єленьоґурського воєводства.

## Демографія
Демографічна структура станом на 31 березня 2011 року:
|          | Загалом | Допрацездатний вік | Працездатний вік | Постпрацездатний вік |
| -------- | ------- | ------------------ | ---------------- | -------------------- |
| Чоловіки | 340     | 54                 | 256              | 30                   |
| Жінки    | 326     | 51                 | 221              | 54                   |
| Разом    | 666     | 105                | 477              | 84                   |

## Галерея

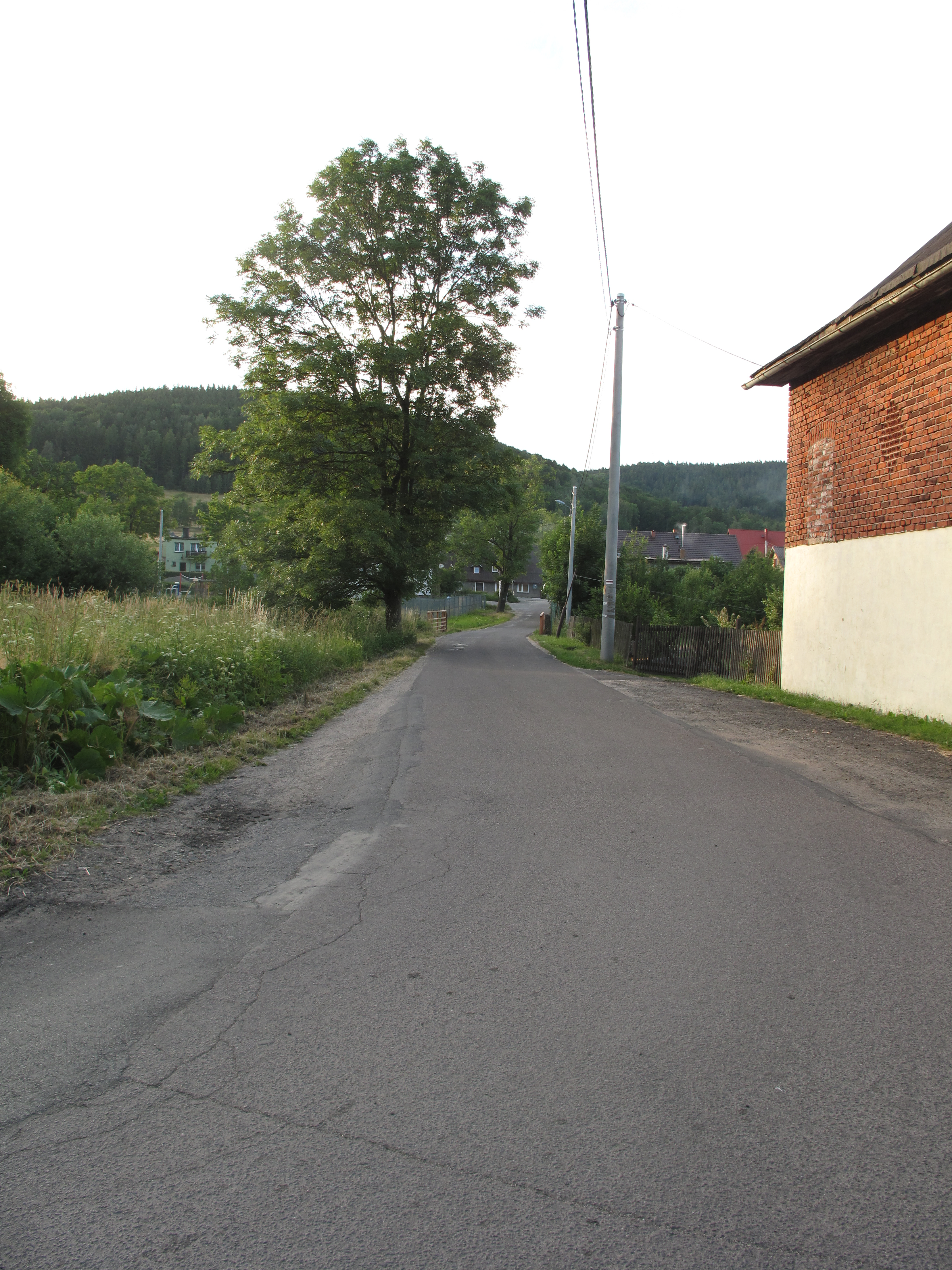
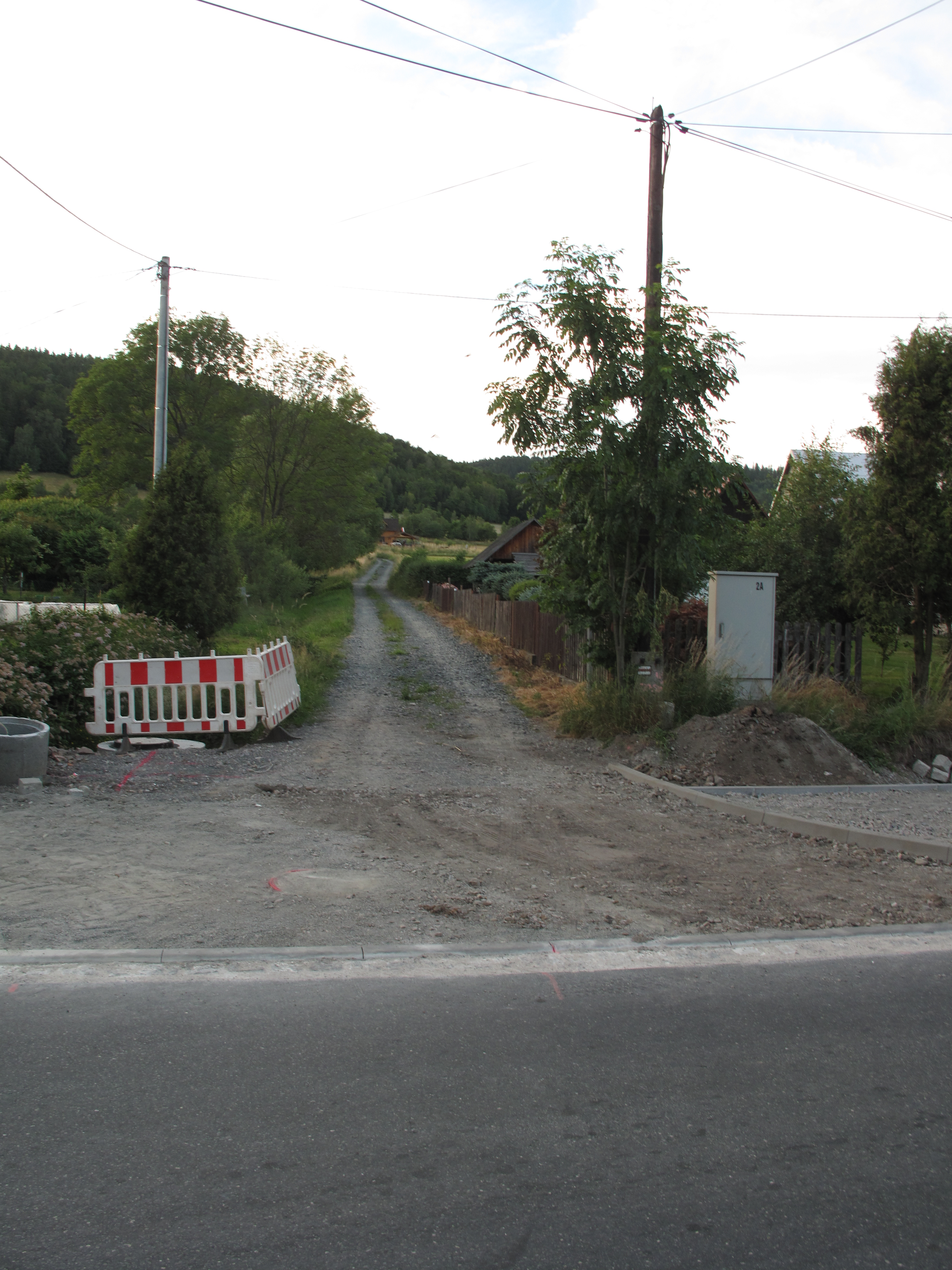
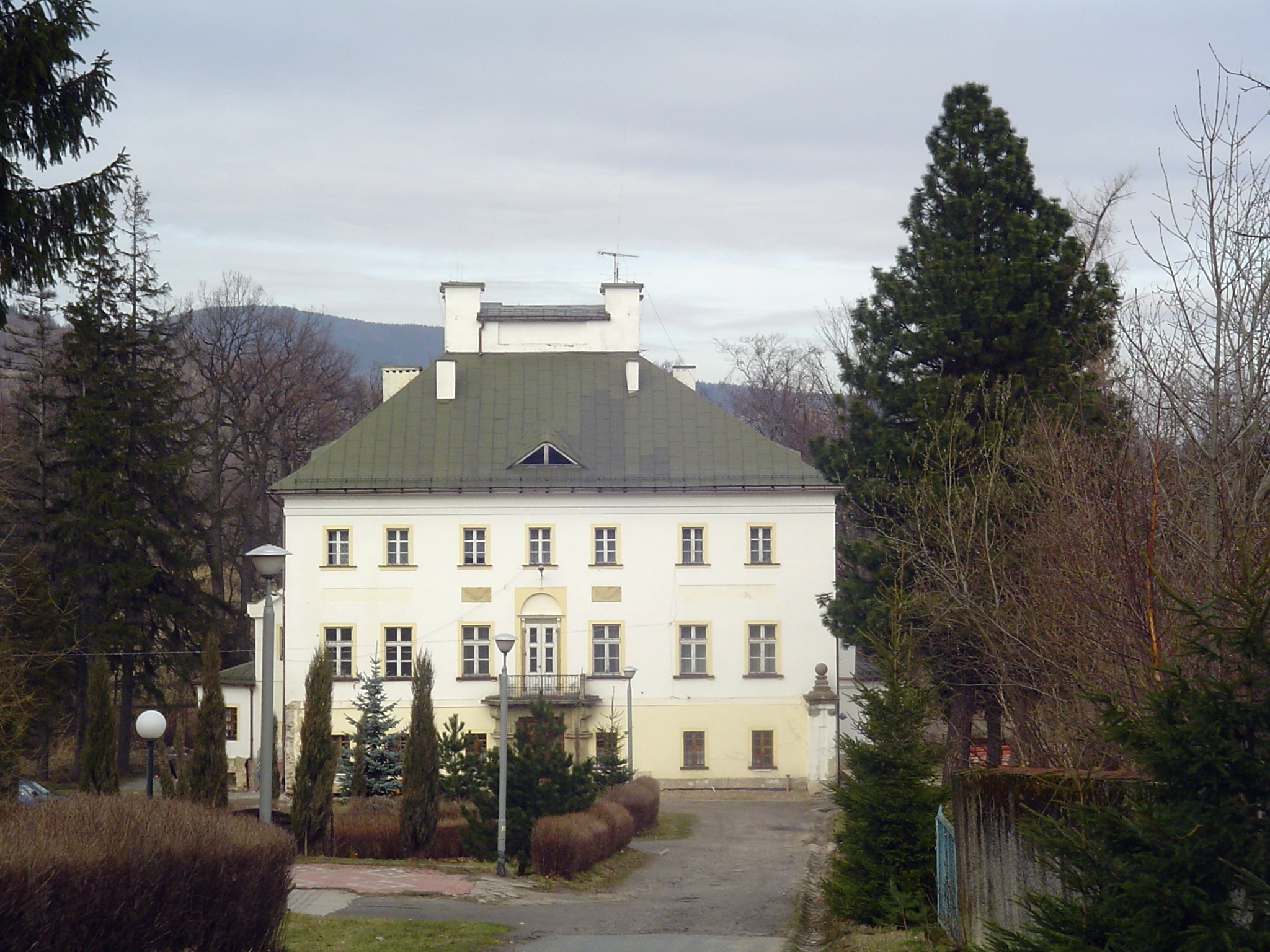